# The Count
The Count (br: O conde / pt: Charlot aldrabão) é um filme mudo estadunidense de curta metragem de 1916, do gênero comédia, escrito, produzido, dirigido e protagonizado por Charles Chaplin. O filme foi produzido e distribuído por Mutual Film Corporation.

## Sinopse
Carlitos é um aprendiz de alfaiate que, por acidente, queima a calça do conde e por isso é demitido. O alfaiate encontra um bilhete dizendo que o conde não pode ir na festa, então ele se veste como um conde e vai na festa. Carlitos vai até a casa onde a festa acontece e encontra o alfaiate. Os dois tentam conquistar a empregada mais bonita da casa, mas não têm sucesso. Carlitos é atraído por uma jovem cigana e o alfaiate tem que distrair os outros pretendentes. O verdadeiro conde aparece na festa, vê os dois impostores, chama a polícia, e eles têm que fugir.

## Elenco
- Charles Chaplin .... aprendiz de alfaite
- Edna Purviance .... Miss Moneybags
- Eric Campbell .... alfaiate
- Leo White .... conde Broko (não creditado)
- Leota Bryan .... jovem (não creditada)
- James T. Kelley .... mordomo (não creditado)
- Charlotte Mineau .... Mrs. Moneybags (não creditada)
- May White .... senhora gorda (não creditada)
- Frank J. Coleman .... policial (não creditado)